# Heathfield and Waldron
Heathfield and Waldron är en civil parish i Storbritannien.   Den ligger i grevskapet East Sussex och riksdelen England, i den södra delen av landet, 70 km söder om huvudstaden London. Arean är 53 kvadratkilometer.
Terrängen i Heathfield and Waldron är huvudsakligen platt.